# 塗基
塗基（？—？），江西靖安人，清朝政治人物。举人出身。
雍正三年（1725年），擔任清朝廣州府南海縣知縣。后由劉庶接任。